# Riedern
Riedern é uma comuna da Suíça, no Cantão Glaris, com cerca de 730 habitantes. Estende-se por uma área de 1,55 km², de densidade populacional de 471 hab/km². Confina com as seguintes comunas: Glarona (Glarus), Netstal.
A língua oficial nesta comuna é o Alemão.